# Reiz Malile
Reiz Malile, także: Reis Malile (ur. 12 sierpnia 1924 w Gjirokastrze, zm. 6 marca 2003 w Tiranie) – albański polityk i dyplomata, minister spraw zagranicznych w latach 1982–1991.

## Życiorys
Syn Ymeriego, prokuratora z Wlory. W dzieciństwie wraz z rodziną przeniósł się do Wlory. Uczył się w liceum francuskim w Korczy. W listopadzie 1942 wziął udział w demonstracji antyfaszystowskiej w Korczy, za co został aresztowany i osadzony w miejscowym więzieniu. Po uwolnieniu związał się z ruchem oporu i wstąpił do Komunistycznej Partii Albanii. W V Dywizji Uderzeniowej pełnił funkcję komisarza. Pod koniec 1944 walczył w rejonie Drenicy, na terytorium Kosowa.
Po zakończeniu wojny odbył studia historyczne. W 1949 rozpoczął pracę w ministerstwie spraw zagranicznych. W latach 1958–1961 był stałym przedstawicielem Albanii w ONZ. W 1961 objął stanowisko ambasadora Albanii w Chinach i w Wietnamie, zastępując Spiro Rushę. Po zakończeniu misji dyplomatycznej został wiceministrem spraw zagranicznych. W latach 1982–1991 pełnił funkcję ministra spraw zagranicznych. Był odpowiedzialny za podjęcie przez dyplomację albańską współpracy z państwami bałkańskimi po okresie wieloletniej izolacji. Jako pierwszy od 40 lat szef dyplomacji albańskiej odwiedził Belgrad i Ateny. W sierpniu 1989 towarzyszył Matce Teresie z Kalkuty w czasie jej wizyty w Albanii. W maju 1990 spotkał się w Tiranie z sekretarzem generalnym ONZ Javierem Pérezem de Cuéllarem, omawiając kwestie przywrócenia pluralizmu politycznego w Albanii.
W lutym 1991, w czasie katastrofalnej sytuacji żywnościowej Albanii Malile pojechał do Pekinu, gdzie zabiegał o dostawy chińskiego ryżu i mąki. Wizyta stała się pretekstem dla opozycji demokratycznej, aby domagać się dymisji ministra. 22 lutego 1991 zrezygnował ze stanowiska, na którym zastąpił go Muhamet Kapllani. W latach 90. publikował w prasie teksty poświęcone tematyce Kosowa.
Był żonaty, miał dwoje dzieci. Żonę i dzieci stracił 13 lipca 1963 w katastrofie samolotu na Syberii.